# Evasio Lampiano

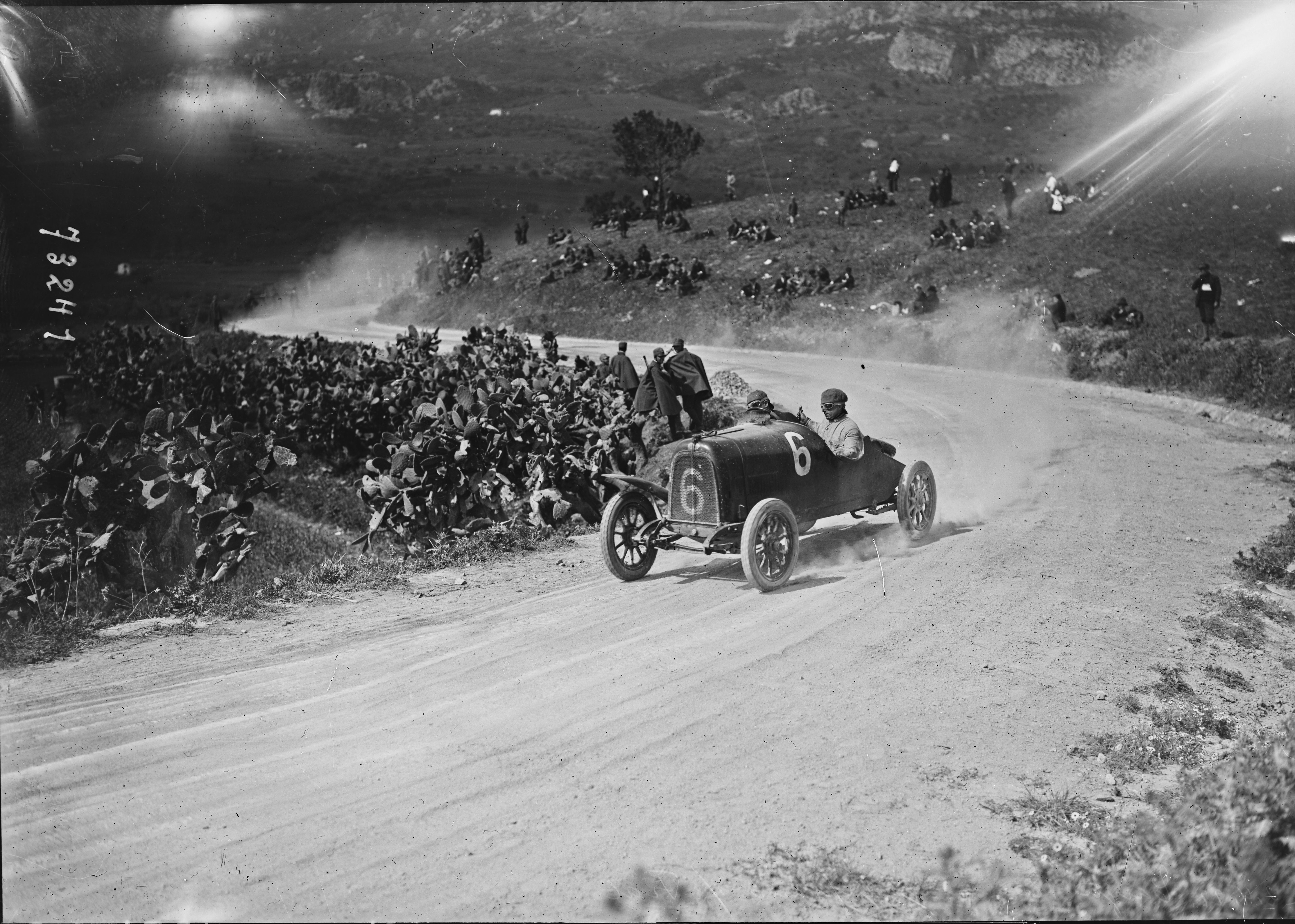
Lampiano bei der Targa Florio 1922 auf Fiat 502 SS

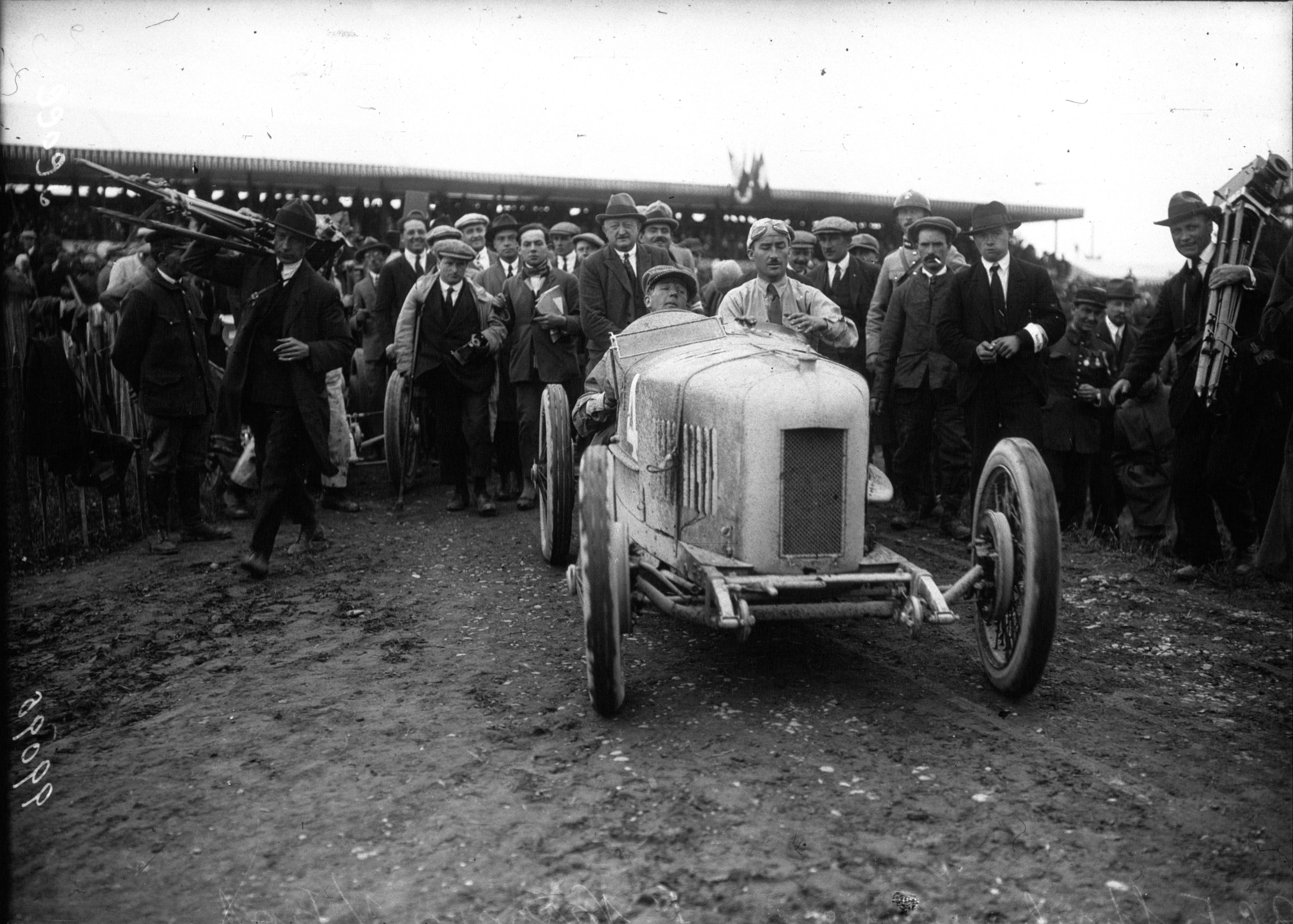
Felice Nazzaro (l.) und Evasio Lampiano (r.) auf Fiat 804 beim Großen Preis von Frankreich 1922

Evasio Lampiano (* 21. Mai 1888 in Turin; † 14. Juni 1923 in Gex) war ein italienischer Automobilrennfahrer.

## Karriere
Lampiano wird als klein und von gedrungener Gestalt beschrieben. Er kam in seiner Heimatstadt Turin, die bereits Anfang des 20. Jahrhunderts ein Zentrum des Automobilbaus war, schon in jungen Jahren mit dem Rennsport in Berührung. Ab 1907 – im Alter von nur 19 Jahren – bestritt Lampiano als Beifahrer bedeutender Herrenfahrer (u. a. Matteo Ceirano) wichtige Rennen, darunter die Targa Florio auf Sizilien.
Im Jahr 1911 wurde Evasio Lampiano von Fiat angestellt. Dort war er als Mechaniker mit dem Einfahren und Testen sowie der Weiterentwicklung der Fahrzeuge beschäftigt. Wenig später wechselte er in die Rennabteilung des Turiner Unternehmens, für die er 1914 als Beifahrer des britischen Piloten Jack Scales am Großen Preis von Frankreich auf dem Circuit de Lyon teilnahm. Das Duo fiel Rennen mit technischen Problemen aus.
Nach Ende des Ersten Weltkrieges war Lampiano an Fiats Wiederaufnahme der Rennaktivitäten beteiligt und bestritt, neben seiner Aufgabe als Testfahrer, als Fahrer und Beifahrer wieder Rennen. Als Pilot spezialisierte er sich auf Bergrennen, wo er meist in der Hubraumkategorie bis 1500 cm³ antrat und sich zu einem der profiliertesten Rennfahrer Europas in dieser Klasse entwickelte. Bei der Targa Florio 1921 fiel er als Copilot von Pietro Bordino auf einem Fiat 801 aus. Wenig später wurde er als Beifahrer von Louis Wagner auf Fiat 802 Dritter beim Großen Preis von Italien auf dem Circuito di Montichiari bei Brescia. 1922 feierte er auf einem Fiat 501 SS bei der Targa Florio einen Klassensieg. Beim Bergrennen Parma–Poggio di Berceto errang er ebenso einen Klassensieg wie beim Course de Côte de la Faucille. Bei dieser Veranstaltung am Col de la Faucille wurde er in der Gesamtwertung knapp hinter dem 3-Liter-Ballot von Giulio Foresti und dem 5-Liter-Delage von René Thomas Dritter.
Als Copilot fungierte Evasio Lampiano unter anderem für Pietro Bordino, Louis Wagner und vor allem Felice Nazzaro, mit dem er ein sehr eingespieltes Team bildete. Kurz vor dem Großen Preis von Frankreich 1922 auf dem Circuit de Strasbourg hatte das Duo Nazzaro/Lampiano einen schweren Unfall. Während einer damals üblichen Testfahrt auf einer öffentlichen Straße musste Nazzaro am Steuer des Fiat-804-Grand-Prix-Wagens bei Bruino nahe Turin bei Höchstgeschwindigkeit einem mit Heu beladenen Pferdefuhrwerk ausweichen, dass die Fahrbahn überquerte. Dabei verlor er die Kontrolle über den Wagen und prallte in eine Böschung. Nazzaro entkam unverletzt, Lampiano zog sich einen so schweren Armbruch zu, dass er nicht am Frankreich-Grand-Prix teilnehmen konnte.
Nach mehreren Wochen in Gips konnte Lampiano im Spätsommer 1922 wieder ins Renngeschehen eingreifen. Beim II Gran Premio delle Vetturette auf der Hochgeschwindigkeitsbahn von Monza gelang ihm am 3. September 1922 hinter seinen Fiat-Kollegen Pietro Bordino und Enrico Giaccone Rang drei. Carlo Salamano machte den Vierfacherfolg der 502-SS-Werkswagen komplett.
Im späten Frühjahr 1923 feierte Lampiano beim Jura Cup und beim Gurnigel-Bergrennen in der Schweiz auf 502 SS zwei eindrucksvolle Siege. Danach kehrte er nach Turin zurück, wo er einen neuen Werkswagen für das Bergrennen am Col de la Faucille, das für den 17. Juni 1923 vorgesehen war, in Empfang nahm. Bei diesem Fahrzeug handelte es sich um den 2-Liter-804, mit dem sein Freund und Teamkollege Biagio Nazzaro im Vorjahr beim Großen Preis von Frankreich tödlich verunglückt war. Die Nachricht, dass auch Nazarros Frau Anfang Juni 1923 bei einem Verkehrsunfall ums Leben gekommen war, schockierte Lampiano bei seiner Rückkehr daher umso mehr.

### Tödlicher Unfall

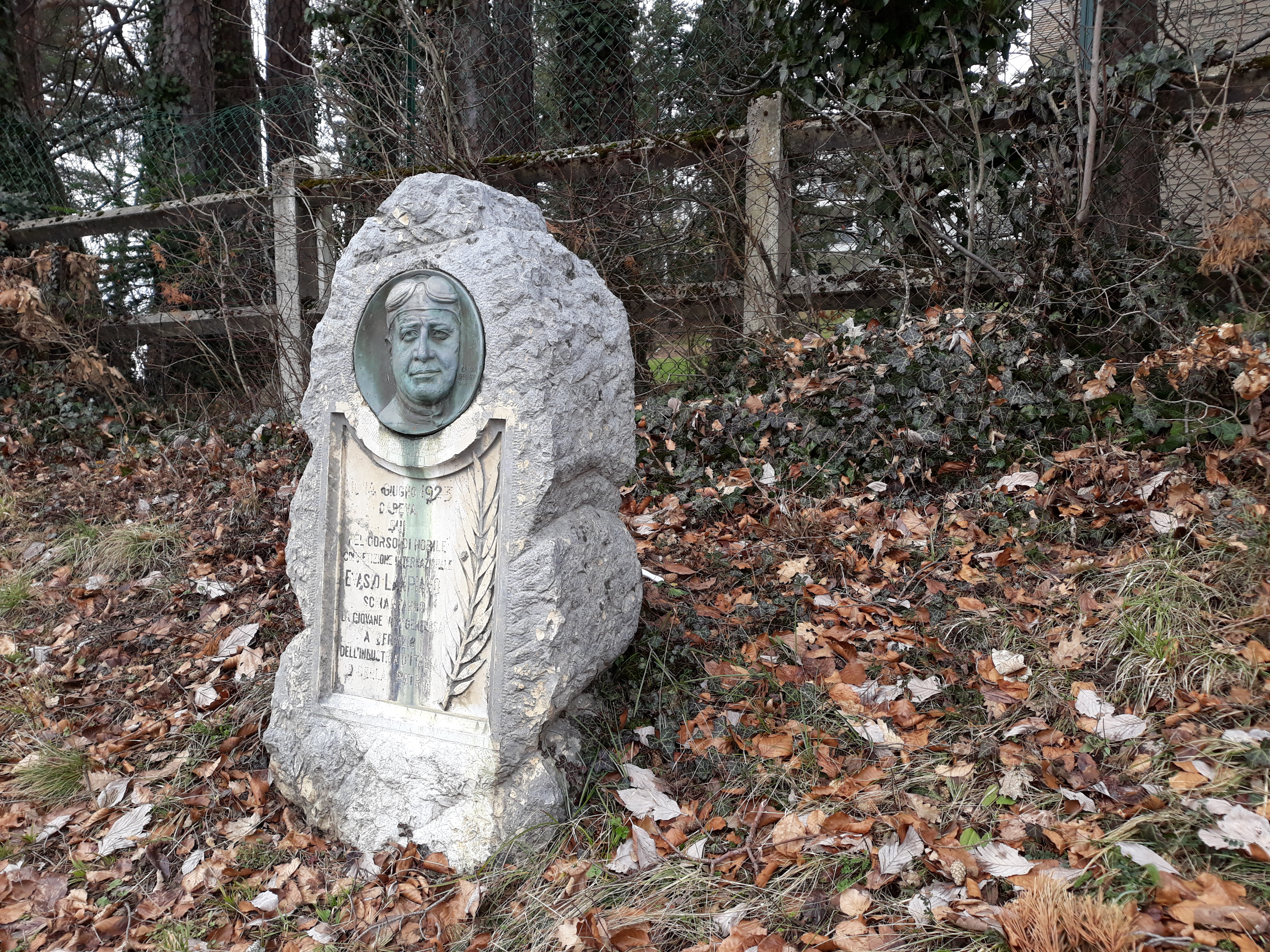
Kenotaph Lampianos an der N 5 in Gex

Am frühen Nachmittag des 14. Juni 1923, während des freien Trainings zum Course de Côte de la Faucille, verlor Lampiano etwa 600 Meter nach dem Start am Ausgang einer Doppelkurve die Kontrolle über seinen 804. Der Wagen berührte mit etwa 100 km/h einen Bordstein, prallte daraufhin in eine Böschung und überschlug sich. Während sein Beifahrer Morgante aus dem Wagen geschleudert wurde und dem Unfall verletzt entkam, wurde Lampiano unter dem Fahrzeug eingeklemmt. Beide wurden ins Krankenhaus von Gex eingeliefert, wo Dr. Dumas nur noch Lampianos Tod feststellen konnte. Er war an schweren Wirbelsäulen- und Kopfverletzungen bereits an der Unfallstelle verstorben.
Evasio Lampiano wurde 35 Jahre alt. Er hinterließ seine Ehefrau und die fünfjährige Tochter Rinuccia. Die Beerdigung fand am Abend des 23. Juni unter Anteilnahme tausender Menschen auf dem Cimitero monumentale di Torino statt. Unter den Trauernden waren Lampianos Vater Domenico, sein Bruder Leone, Giovanni Agnelli, dessen Sohn Edoardo, Vittorio Valletta, weitere Spitzenvertreter und viele einfache Arbeiter von Fiat, zahlreiche Rennfahrerkollegen und sogar Vertreter des Fußballklubs Juventus Turin.
Evasio Lampiano war der zweite von drei Fiat-Werksfahrern, die innerhalb von nur 13 Monaten mit dem 804 tödlich verunglückten. Am 15. Juli 1922 starb Biagio Nazzaro bei einem Rennunfall beim Großen Preis von Frankreich und zwei Monate nach Lampianos Tod verunglückte Enrico Giaccone bei einer Testfahrt in Monza.

## Verweise